# Charlot rientra tardi
Charlot rientra tardi (One A.M.) è un film interpretato, diretto e prodotto da Charlie Chaplin; fu proiettato la prima volta il 7 agosto 1916. In Italia il film è anche noto con i titoli Il nottambulo e Charlot gentiluomo ubriaco.
In pratica un monologo: una superba interpretazione di un elegante signore che rientra dopo una serata in cui deve aver esageratamente alzato il gomito. Dopo l'iniziale apparizione di Albert Austin quale autista del taxi, Chaplin rimane da solo sulla scena dove dà prova anche di straordinarie doti acrobatiche nel mantenere o perdere l'equilibrio, con conseguenti cadute tanto realistiche da suscitare partecipazione per il dolore provato.
Chaplin ebbe a dire che questo film rischiò di non avere seguito per i rischi corsi nell'interpretarlo.

## Trama

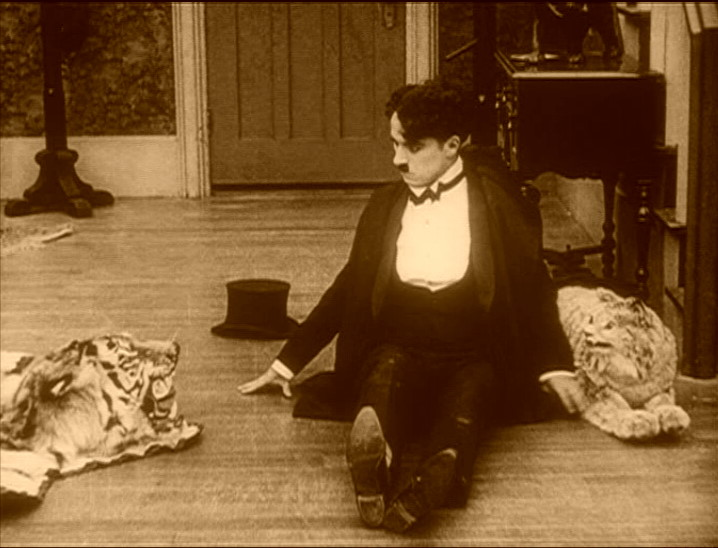
Charlot ubriaco.

Recapitato da un impassibile e distaccato taxista dinanzi alla sua abitazione, Charlot, elegantemente vestito quanto vistosamente ubriaco, con qualche difficoltà riesce ad uscire dall'abitacolo del mezzo e dirigendosi verso la porta di casa. Frugatesi nelle tasche alla ricerca della chiave che, però non trova, si vede costretto ad entrare dalla finestra aperta, finendo dentro la sottostante vasca dei pesci; appena dentro ritrova la chiave per cui ripercorre a ritroso il percorso, vasca dei pesci compresa, per fare un dignitoso ingresso dall'apertura principale.
Un ampio salone elegantemente arredato con molteplici trofei di caccia lo accoglie al piano terra e al piano elevato la zona notte con l'agognato letto per un meritato riposo, ma soddisfare il bisogno sarà impresa ardua e rischiosa tra tappeti di bestie feroci dai denti e artigli acuminati che paiono animati agli occhi del beone e un tavolo girevole su cui darà vita ad una vorticosa corsa in circolo con la superficie che scorre sotto i suoi piedi e finendone scaraventato rovinosamente a terra. I Gradini delle due scale laterali che paiono cosparsi d'olio gli procurano tanti scivoloni e quando finalmente riesce a raggiungere il piano superiore l'oscillazione del pendolo lo colpisce rigettandolo di nuovo al piano inferiore ripercorrendo a ruzzoloni a ritroso le scale, per molte volte. Riconquistato il livello notte, arrampicatosi con l'ausilio dell'appendiabiti, nella camera da letto è sparito il letto, o meglio, scomparso letteralmente: un diabolico congegno ne provoca la scomparsa nella parete. Inutili i tentativi di piegare al proprio volere lo strumento di supplizio piuttosto che di riposo e, una volta distruttolo dopo esserne rimasto incastrato, rischiata la decapitazione e il soffocamento, non gli rimane che sdraiarsi nella vasca da bagno per un meritato sonno ristoratore, passando prima in doccia, completamente vestito, s'intende.